# Richard David Precht
Richard David Precht (Solingen, 8 de desembre de 1964) és un escriptor, filòleg, filòsof, columnista i presentador alemany. És professor honorari de filosofia a la Universitat Leuphana de Lüneburg i estètica a l'Escola Superior de Música Hanns Eisler de Berlín. Des de l'èxit de Wer bin ich – und wenn ja, wie viele? ('Qui soc… i quants?'), molts dels seus llibres sobre temes filosòfics o sociopolítics s'han convertit en best-sellers. Des del 2012 Precht és el presentador d'un programa homònim a la cadena ZDF. L'any 2021 Precht crea el pòdcast "Lanz & Precht" juntament amb Markus Lanz per a la mateixa cadena.

## Biografia
Richard David Precht va créixer a Solingen, al barri de Mitte. El seu pare, Hans-Jürgen Precht, dissenyador industrial, treballava per a l'empresa de Solingen Krups; la seva mare estava involucrada en l'organització benèfica infantil Terre des hommes. Precht té quatre germans; dos d'ells són adoptats del Vietnam i van ser acollits pels seus pares el 1969 i el 1972 com a mostra de protesta en contra de la Guerra del Vietnam. El mateix Precht és el segon. Els nens van créixer en un ambient d'esquerres.
Durant els anys que va anar a l’escola, Precht va participar en un intercanvi d'estudiants a Anglaterra i després d’haver-se graduat de l’escola secundària Schwertstraße de Solingen va fer el servei comunitari com a diaca evangèlic fins al setembre de 1985. Després va estudiar filosofia, alemany i història de l'art a Colònia i es va doctorar en filologia alemanya el 1994. En una entrevista amb Ursula März, Precht va destacar que havia completat els seus estudis en quatre cursos i amb les millors notes, incloent-hi també el doctorat. En la seva tesi va examinar la "lògica lliscant de l'ànima" a L'home sense atributs de Robert Musil.
Precht va estar casat amb Caroline Mart, una presentadora de televisió luxemburguesa i redactora adjunta de RTL Télé Lëtzebuerg. El matrimoni va acabar en divorci. Precht té un fill d'una relació anterior.

## Obres

### Escrits sobre filosofia
En un llibre publicat el 1997, Precht tracta de les qüestions ètiques en la relació entre humans i animals i les seves conseqüències socials. Advoca per un canvi en la manera de tractar els animals sobre la base d'una "ètica de la ignorància". El llibre es va revisar a fons i es va tornar a publicar el 2016 sota un nou títol. Dividit en quatre parts: "L'animal humà", "L'animal a l'ull de l'home", "Una nova ètica animal" i "Què fer?", Precht planteja un recorregut des de la qüestió biològica-antropològica fins a la història cultural, religiosa i filosòfica sobre la relació home-animal a través d’una refundació filosòfica de l'ètica animal com a "sensibilització". L'última part del llibre tracta de temes pràctics com la llei de protecció animal, la caça, l'alimentació vegetariana, les proves amb animals, els jardins zoològics i la protecció d'espècies.
L’any 2007 Precht va escriure una introducció entenedora a les qüestions filosòfiques fonamentals. Wer bin ich – und wenn ja, wie viele? ('Qui soc… i quants?') va estar a la llista dels més venuts de no-ficció durant molts anys. Entre el febrer de 2008 i l'octubre de 2012 l'obra es va classificar en el primer lloc de la llista de més venuts de la revista Der Spiegel. Per tant, Precht ostenta el rècord a llarg termini en aquesta llista de Der Spiegel. Segons la revista Buchreport, va ser el llibre de no-ficció de tapa dura alemany amb més èxit del 2008 i va ocupar el tercer lloc dels més venuts de la dècada (2000-2010).
En el seu llibre de 2009 Liebe: Ein unordentliches Gefühl ('L'amor, un sentiment desordenat'), Precht aprofundeix en la biologia, l'evolució, les dimensions socials i psicològiques de l'amor.
Die Kunst, kein Egoist zu sein ('L'art de no ser egoista') es va publicar el 2010. Al llibre Precht examina la qüestió de "com funcionen en realitat moralment les persones." Per fer-ho, el filòsof d'avui també ha d'aprofundir en els esbossos d'investigadors del cervell, biòlegs evolutius, economistes del comportament i psicòlegs socials". Precht veu la disposició personal a assumir responsabilitats en la societat moderna afeblida per la pluralitat de rols en què actua cada individu.
La meva entrada a la Viquipèdia ja em divideix en moltes categories diferents […] Tenir diversos rols fa que sigui considerablement més fàcil per a mi no ser responsable de tot el món. De responsables, sempre en són els altres. Els polítics, per exemple, o els empresaris. Malauradament, ells també cauen en diversos rols petits.
A la tercera part de la recerca ("Moral i societat"), Precht vol fomentar canvis en l'economia, la societat i la política que puguin "promoure el nostre compromís amb els altres, en moments en què la nostra societat està en joc com mai no ho ha estat mai des de fa dècades." Per resoldre els problemes a llarg termini, cal una reestructuració cap a una major participació ciutadana i una democràcia més directa. El que cal és "més responsabilitat des de dalt i des de baix".
El 2011 es va publicar Warum gibt es alles und nicht nichts? ('Per què hi ha de tot i en lloc de no haver-hi res?'), un llibre sobre preguntes filosòfiques i les seves respostes on participa el seu fill Oskar a través d’un joc de preguntes i respostes mentre passejaven per Berlín.
El 2015 es va publicar Erkenne die Welt ('Coneix el món'), el primer de quatre volums d'una història de la filosofia. Precht es basa en Kant per a concebre el projecte com una "història filosofant de la filosofia" i vol promoure la comprensió dels lectors de la història de les idees fent referència a la història política, social i econòmica contemporània (p. 16 i seg.). L'obra es limita explícitament a la història de la filosofia occidental (p. 11) i pretén ser una mena de novel·la en sèrie de les grans preguntes de sempre adaptades a cada moment (p. 19). El segon volum, Erkenne dich selbst ('Coneix-te a tu mateix'), es va publicar la tardor del 2017. El tercer volum, Sei du selbst ('Sigues tu mateix'), es va publicar el 14 d'octubre de 2019.

### Escrits sobre política
El 2013 Precht va publicar un llibre sobre l'educació i el sistema escolar alemany. A Anna, die Schule und der liebe Gott: Der Verrat des Bildungssystems an unseren Kindern ('Anna, l'escola i el bon Déu: la traïció del sistema educatiu cap als nostres fills), fa una crítica fonamental al sistema educatiu existent i demana una “revolució educativa” perquè aquest no és ni adequat per als nens ni eficaç.
En el seu llibre de 2018 Jäger, Hirten, Kritiker: Eine Utopie für die digitale Gesellschaft ('Caçadors, pastors, crítics: una utopia per a la societat digital'), Precht tracta els efectes de la revolució digital en el món del treball, la psicologia, la societat i la política. Critica la manca de capacitat social per a la utopia, que deixa el progrés únicament a la tecnologia i l'economia, amb conseqüències perilloses. Precht prediu una transformació completa del món laboral, en què un nombre molt menor de persones podran viure del treball remunerat, a diferència d’abans. Per tal que les persones puguin portar una vida autodeterminada i plena en el futur, advoca per una renda bàsica incondicional, cofinançada per impostos sobre transaccions financeres.

El 2022 Precht publica conjuntament amb Harald Welzer un llibre anomenat Die Vierte Gewalt: Wie Mehrheitsmeinung gemacht wird, auch wenn sie keine ist ('El quart poder: com es forma l’opinió majoritària, encara que no ho sigui”). En el text adjunt de l’editorial Fischer s’explica com els mitjans de comunicació són:
executors de la seva pròpia opinió: amb una tendència cada cop més creixent cap a la unilateralitat, la simplicitat, la moralització, la indignació i la difamació. Representen les cambres d’eco pròpies d'una escena en què sempre es mira el que diu o escriu l'altre, amb por de desviar-se’n.
Segons els autors, aquesta por és el millor detonant possible per a la desintegració de la societat. Això destruiria la confrontació democràtica per a trobar bones solucions. El títol, que va ser considerat un èxit de vendes poc després de la seva publicació, va rebre immediatament crítiques generalitzades dels mitjans de comunicació.

### Premis
1999: Premi Periodístic de Biomedicina
2011: Premi de Coeficient Intel·lectual (IQ) de l'organització de persones superdotades MinD - Mensa in Deutschland
2013: AMV Sales Award Sally per la llibertat i la diversitat de premsa
2013: Premi de la Televisió Alemanya 2013 pel seu programa de televisió "Precht" en la categoria "Èxit especial".
2017: Premi Progress Award, de l’associació animalista PETA, per Tiere denken ('Els animals pensen')

### Llibres (selecció)
- Die gleitende Logik der Seele. Ästhetische Selbstreflexivität in Robert Musils „Der Mann ohne Eigenschaften“. Stuttgart: M & P, Verlag für Wissenschaft und Forschung, 1996. ISBN 978-3-476-45151-4.
- Noahs Erbe. Vom Recht der Tiere und den Grenzen des Menschen. Reinbek bei Hamburg: Rowohlt, 2000. ISBN 3-499-60872-3.
- Wer bin ich – und wenn ja, wie viele? Eine philosophische Reise. Munic: Goldmann, 2007. ISBN 978-3-442-31143-9.
  - Trad. castellana: ¿Quién soy y... cuántos? Marc Jiménez Buzzi (trad.). Barcelona: Ariel, 2015.
- Liebe: Ein unordentliches Gefühl. Munic: Goldmann, 2010, ISBN 978-3-442-15554-5.
  - Trad. castellana: Amor: un sentimiento desordenado. Madrid: Siruela, 2011.
- Die Kunst, kein Egoist zu sein. Warum wir gerne gut sein wollen und was uns davon abhält. Munic: Goldmann, 2010. ISBN 978-3-442-31218-4.
  - Trad. castellana: El arte de no ser egoísta: una reflexión sobre la moral y los obstáculos para practicarla. Madrid: Siruela, 2010.
- Warum gibt es alles und nicht nichts? Ein Ausflug in die Philosophie. Munic: Goldmann, 2011. ISBN 978-3-442-31238-2.
  - Trad. castellana: ¿Por qué hay todo y no nada?: un paseo por la filosofía. Isidoro Reguera (trad.). Madrid: Siruela, 2013.
- Anna, die Schule und der liebe Gott. Der Verrat des Bildungssystems an unseren Kindern. Munic: Goldmann, 2013. ISBN 978-3-442-31261-0.
- Erkenne die Welt, Geschichte der Philosophie 1. Munic: Goldmann, 2015. ISBN 978-3-442-31262-7.
- Tiere denken. Vom Recht der Tiere und den Grenzen des Menschen. Munic: Goldmann, 2016. ISBN 978-3-442-31441-6.
- Erkenne dich selbst, Geschichte der Philosophie 2. Munic: Goldmann, 2017. ISBN 978-3-442-31367-9.
- Jäger, Hirten, Kritiker. Eine Utopie für die digitale Gesellschaft. Munic: Goldmann, 2018. ISBN 978-3-442-31501-7.
  - Trad. castellana: Cazadores, pastores, críticos: una utopía para la sociedad digital. Cristopher Morales (trad.). Barcelona: Ned, 2022.
- Sei du selbst. Eine Geschichte der Philosophie 3. Munic: Goldmann, 2019. ISBN 978-3-442-31402-7.
- Künstliche Intelligenz und der Sinn des Lebens: Ein Essay. Munic: Goldmann, 2020. ISBN 978-3-442-31561-1.
- [Juntament amb Harald Welzer:] Die vierte Gewalt – Wie Mehrheitsmeinung gemacht wird, auch wenn sie keine ist. Frankfurt del Main: S. Fischer, 2022. ISBN 978-3-10-397507-9.